# Dagmar Šimková
Dagmar Šimková (23. května 1929 Praha, Československo – 24. února 1995 Perth, Austrálie) byla politickou vězeňkyní československého komunistického režimu. Roku 1952 byla zatčena v souvislosti s ukrýváním dvou vojenských zběhů a v politickém procesu odsouzena na 15 let. Vězněna byla až do roku 1966. Mimo jiné v Pardubicích, Želiezovcích a v Opavě. Roku 1968 se podílela na založení organizace K-231 a po okupaci Československa emigrovala do Austrálie. V exilu byla zapojena do činnosti organizace Amnesty International, vystudovala dvě vysoké školy, mimo jiné se věnovala umění a terapeutické práci ve věznici. Svou vězeňskou zkušenost zachytila v autobiografické publikaci Byly jsme tam taky.

## Život

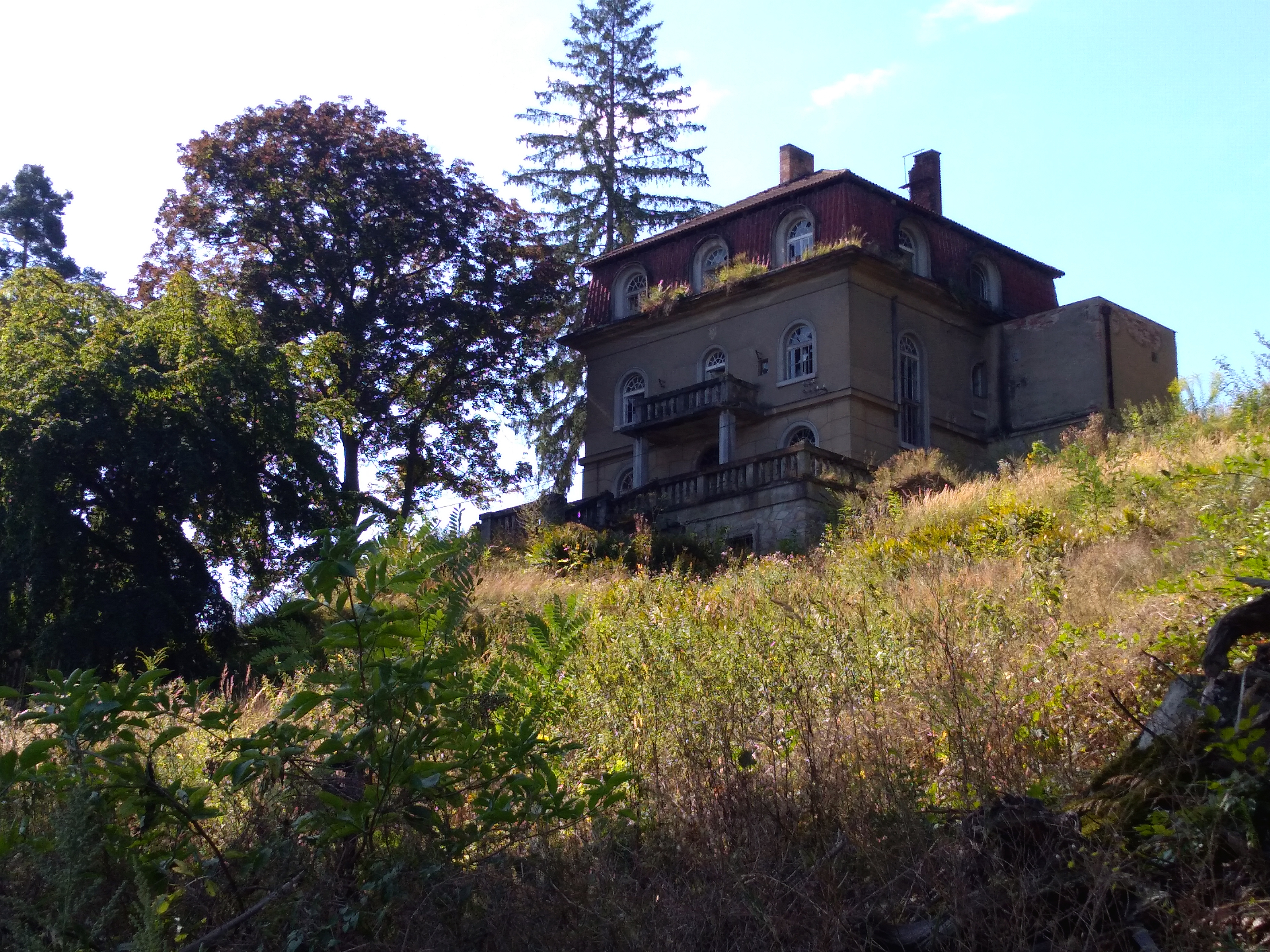
Vila Marta byla postavena Jaroslavem Šimkem a pojmenována po jeho manželce Martě Šimkové

Otec Dagmar byl bankéř Jaroslav Šimek. Pro svou rodinu nechal postavit vilu v Písku. Jako mladá dívka si oblíbila jazz, tanec a step, tančit chodila zejm. do písecké kavárny Bílá růže, studovala na píseckém gymnáziu. V roce 1945 jí otec tragicky zemřel.
V roce 1948 se Dagmar Šimková chtěla nechat zapsat na pražskou filozofickou fakultu, kvůli „buržoaznímu původu“ ale nemohla studovat. V roce 1950 navíc emigrovala do Austrálie její o šest let starší sestra Marta. Do rodinné vily jim úřady nastěhovaly cizí lidi, s matkou mohly využívat jedinou místnost.
Dagmar byla zatčena v říjnu 1952, když jí bylo 23 let. Roznášela totiž letáky, které zesměšňovaly Klementa Gottwalda a Antonína Zápotockého. Ukryla také dva vojenské zběhy (na své zahradě), kteří směřovali na Západ, a podle soudu navíc ovlivňovala druhé lidi. V říjnu 1954 byla odsouzena k osmi letům vězení. Prokurátor se odvolal a vrchní soud trest zvýšil na 15 let.
Během věznění se stala její velkou bolestí skutečnost, že brzy byla na 11 let odsouzena i její matka (propuštěna byla po sedmi letech). Majetek rodiny propadl státu.
| „                                | Dávala jasně najevo, co si o nich myslí. Říkala jim do očí, že ji mrzí, že proti režimu nestačila udělat víc. | “ |
| — Pavlína Formánková, historička | |   |

Ve vězení kvůli své víře odmítala v neděli pracovat, za což se mnohokrát ocitla v tzv. korekci, na samotce, kde vězňové dostávali jídlo jen každý třetí den. Když byla vězněna v Želiezovcích, podařilo se jí utéct. Druhý den však byla dopadena a k původnímu trestu pak dostala tři roky navíc.
Z vězení se nakonec dostala po 14 letech, 28. dubna 1966, kdy jí bylo 37 let. Bydlela pak v jedné místnosti s matkou v přiděleném bytě a stát jí z platu vydělaného v sodovkárně strhával peníze za neděle, které ve vězení neodpracovala. V březnu 1968 se podílela na založení sdružení politických vězňů K 231. Téhož roku s matkou emigrovala do Austrálie, kde žila její sestra. Vystudovala tam dvě vysoké školy, dějiny umění a sociální práci. Pracovala jako výtvarnice, ale také jako kaskadérka u filmu nebo modelka. Spolupracovala s Amnesty International, usilovala o lepší podmínky v místních věznicích, v nichž pracovala i jako terapeutka.
Po roce 1989 navštívila Českou republiku, zajela se podívat do rodinné vily v Písku, kterou našla zdevastovanou.
Zemřela na rakovinu ve věku 65 let, je pochována v Perthu.

## Dílo
- Byly jsme tam taky – poprvé vydáno roku 1980 nakladatelstvím '68 Publishers v Torontu, po roce 1989 vyšlo v ČR v sedmi vydáních - Orbis (1991), Monika Le Fay (2003, 2007, 2010, 2011, 2015, 2018)

## Připomínky

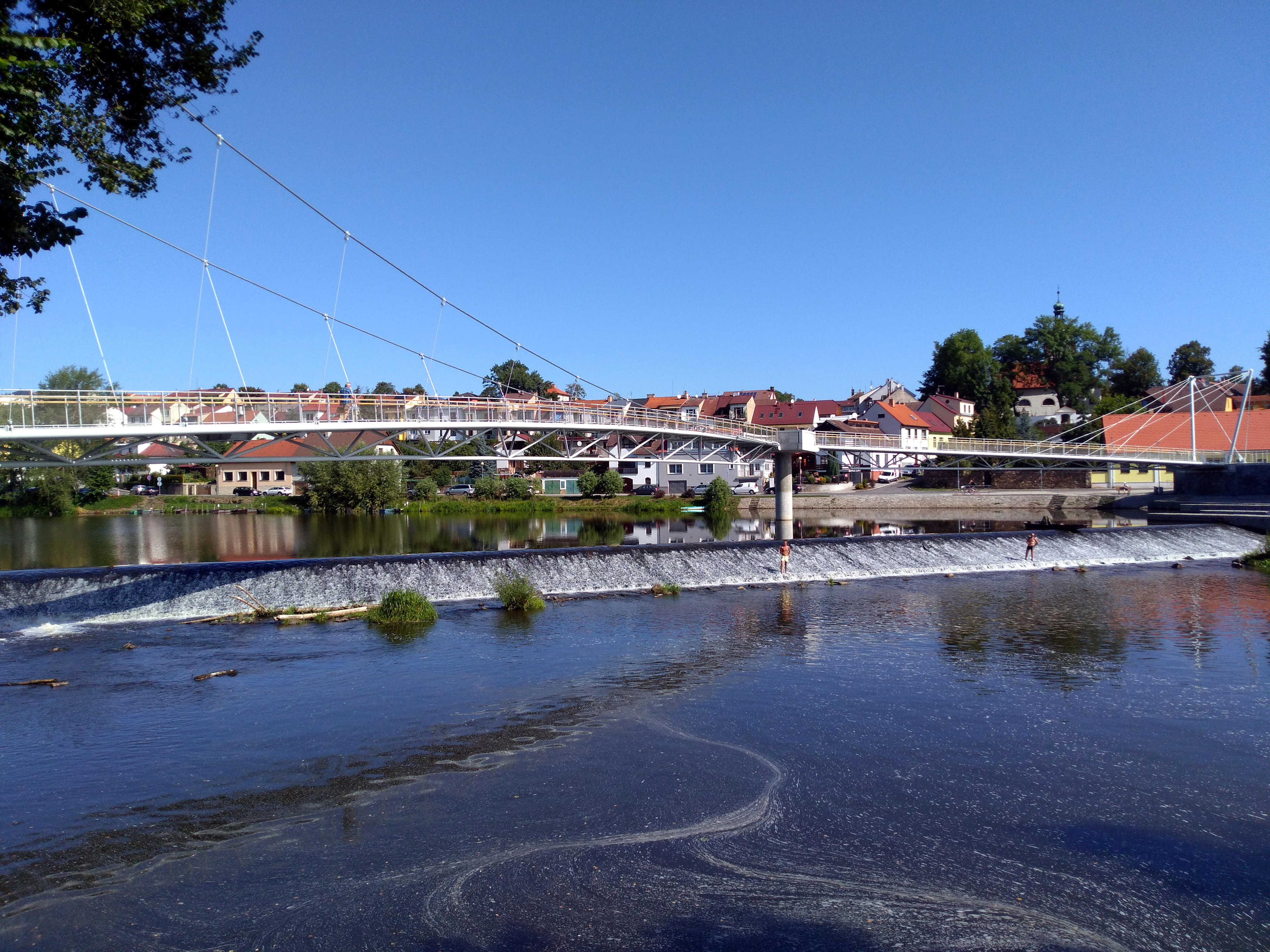
Lávka Dagmar Šimkové

Na počest Dagmar Šimkové byla pojmenována lávka přes řeku Otavu v Písku postavená v roce 2018. Autorem lávky je písecký rodák architekt Josef Pleskot.